# تشن دي
تشن دي هو لاعب شطرنج صيني، ولد في 26 نوفمبر 1949 في الصين.

## وصلات خارجية
- تشن دي على موقع الاتحاد الدولي للشطرنج (الإنجليزية)
- تشن دي على موقع مباريات الشطرنج (الإنجليزية)
- تشن دي على موقع 365Chess.com (الإنجليزية)
- تشن دي على موقع Chesstempo.com (الإنجليزية)
- تشن دي سجل أولمبياد الشطرنج على موقع OlimpBase.org (الإنجليزية)